# Myxas glutinosa
Limnée cristalline
Espèce
Statut de conservation UICN

 DD  : Données insuffisantes
Myxas glutinosa, la Limnée cristalline (Glutinous snail pour les anglophones), est un petit escargot aquatique d'eau douce.
Ce mollusque de la famille des limnées (Lymnaeidae) est en forte régression en Europe et/ou a déjà disparu d'une grande partie de son aire naturelle de répartition.

## Habitat
Cette espèce semble nécessiter des habitats où eaux et substrats indemnes de pollution.
Il lui faut une eau très claire et calme, et elle peut s'épanouir dans les eaux basiques (calcaires) de canaux, lacs et rivières.

## Statut et état des populations
Cette espèce est en déclin rapide ou a récemment disparu de la plupart des pays européens, en raison de la dégradation ou destruction de ses habitats.
Statut UICN : IUCN2.3.

## Description

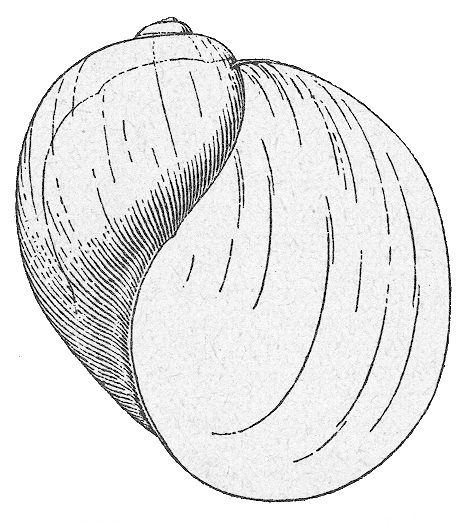
Dessin présentant la large ouverture de la coquille de Myxas glutinosa

Cet escargot présente la particularité d'avoir une coquille presque transparente et très fragile.

Cette coquille mesure de 13 à 16 mm de hauteur et 11 mm à 15 mm de largeur (au stade adulte).
Les spires supérieures sont presque à plat, ce qui confère à la flèche de la coquille un aspect court et émoussée, mais la dernière spire est large et l'ouverture grande.

L'ouverture est très grande, correspondant à environ 90 % de la hauteur de la coquille.
L'ombilic est fermé.
La coquille présente chez l'animal vivant une couleur apparente brune à verte.

## Distribution
Cette espèce ne vit qu'en Europe.
Elle est devenue très rare en Europe de l'Ouest, et assez rare en Europe de l'Est.
L'espèce est ou serait encore présente dans les pays suivants :
- Îles Britanniques où elle est considérée comme menacée [3] ;
  - Cette espèce est protégée en tous temps et tous lieux dans le Royaume-Uni depuis 1981 [4],[5] ;
  - Elle n'est présente que dans une seule localité au Pays de Galles[6]
  - et considérée comme espèce éteinte en Irlande du Nord bien qu'encore commune dans le Royal Canal et le Grand Canal au centre de l'Irlande[7]
- L'espèce est considérée comme éteinte en Bohème List of non-marine molluscs of the Czech Republic ;
- L'espèce est classée en danger critique d'extinction en Allemagne List of non-marine molluscs of Germany - critically endangered (vom Aussterben bedroht)[8] ;
- Elle est présente aux Pays-Bas List of non-marine molluscs of the Netherlands et en Pologne [9].

Selon l'UICN, c'est aussi une espèce autochtone présente ou récemment présente en Autriche, Belarus, Belgique, Estonie, Finlande, Allemagne, au Kazakhstan, en Lettonie, Lituanie, en Moldavie, Norvège, fédération de Russie, Suède et Ukraine.